# Велики Буковец (општина)
Велики Буковец је насељено место и седиште општине у Вараждинској жупанији, Хрватска. До територијалне реорганизације у Хрватској налазио се у саставу бивше велике општине Лудбрег.

## Становништво
На попису становништва 2011. године, општина Велики Буковец је имала 1.438 становника, од чега у самом Великом Буковцу 660.

## Попис1991.
На попису становништва 1991. године, насељено место Велики Буковец је имало 767 становника, следећег националног састава:
| Попис 1991.‍  | Попис 1991.‍  | Попис 1991.‍ | Попис 1991.‍ | Попис 1991.‍ |
| ------------ | ------------ | ----------- | ----------- | ----------- |
|              |              |             |             |             |
| Хрвати       | Хрвати       |             | 754         | 98,30%      |
| Југословени  | Југословени  |             | 4           | 0,52%       |
| Муслимани    | Муслимани    |             | 1           | 0,13%       |
| Немци        | Немци        |             | 1           | 0,13%       |
| Словенци     | Словенци     |             | 1           | 0,13%       |
| Срби         | Срби         |             | 1           | 0,13%       |
| неопредељени | неопредељени |             | 2           | 0,26%       |
| непознато    | непознато    |             | 3           | 0,39%       |
| укупно: 767  |              |             |             |             |